# Formuła E Sezon 2017/2018
Sezon 2017/2018 Formuły E – czwarty sezon Formuły E. Sezon rozpoczął się 2 grudnia 2017 w Hongkongu, a zakończył się 15 lipca 2018 w Nowym Jorku. Tytuł mistrza świata kierowców zdobył Jean-Éric Vergne z ekipy Techeetah. Tytuł mistrza świata wśród zespołów po raz pierwszy zdobył zespół Audi Sport ABT Schaeffler. Sezon składał się z dwunastu wyścigów. 
9 stycznia 2018, koncern ABB został sponsorem tytularnym serii, zmieniając nazwę serii FIA Formula E Championship na ABB FIA Formula E Championship.
Sezon 2017/2018 był ostatnim sezonem, w którym zespoły używały samochodu Spark-Renault SRT_01E, gdyż od sezonu 2018/2019 kierowcy będą korzystać z nowego samochodu, który został zaprezentowany 30 stycznia 2018.

## Lista startowa
| Zespół                         | Konstruktor    | Samochód             | Opony | Nr | Kierowcy wyścigowi     | Rundy     |
| ------------------------------ | -------------- | -------------------- | ----- | -- | ---------------------- | --------- |
| Audi Sport ABT Schaeffler      | Spark-Audi     | Audi e-tron FE04     | M     | 1  | Lucas Di Grassi        | 1–12      |
| Audi Sport ABT Schaeffler      | Spark-Audi     | Audi e-tron FE04     | M     | 66 | Daniel Abt             | 1–12      |
| DS Virgin Racing               | Spark-Citroën  | Virgin DSV-03        | M     | 2  | Sam Bird               | 1–12      |
| DS Virgin Racing               | Spark-Citroën  | Virgin DSV-03        | M     | 36 | Alex Lynn              | 1–12      |
| Panasonic Jaguar Racing        | Spark-Jaguar   | Jaguar I-Type II     | M     | 3  | Nelson Piquet Jr.      | 1–12      |
| Panasonic Jaguar Racing        | Spark-Jaguar   | Jaguar I-Type II     | M     | 20 | Mitch Evans            | 1–12      |
| Venturi Formula E Team         | Spark-Venturi  | Venturi VM200-FE-03  | M     | 4  | Edoardo Mortara        | 1–8       |
| Venturi Formula E Team         | Spark-Venturi  | Venturi VM200-FE-03  | M     | 4  | Tom Dillmann           | 9, 11–12  |
| Venturi Formula E Team         | Spark-Venturi  | Venturi VM200-FE-03  | M     | 5  | Maro Engel             | 1–12      |
| Dragon Racing                  | Spark-Penske   | Penske EV-2          | M     | 6  | Neel Jani              | 1–2       |
| Dragon Racing                  | Spark-Penske   | Penske EV-2          | M     | 6  | José María López       | 3–12      |
| Dragon Racing                  | Spark-Penske   | Penske EV-2          | M     | 7  | Jérôme d’Ambrosio      | 1–12      |
| Renault e.Dams                 | Spark-Renault  | Renault Z.E 17       | M     | 8  | Nicolas Prost          | 1–12      |
| Renault e.Dams                 | Spark-Renault  | Renault Z.E 17       | M     | 9  | Sébastien Buemi        | 1–12      |
| NIO Formula E Team             | Spark-NIO      | NextEV NIO Sport 003 | M     | 16 | Oliver Turvey          | 1–11      |
| NIO Formula E Team             | Spark-NIO      | NextEV NIO Sport 003 | M     | 16 | Ma Qinghua             | 12        |
| NIO Formula E Team             | Spark-NIO      | NextEV NIO Sport 003 | M     | 68 | Luca Filippi           | 1–7, 9–12 |
| NIO Formula E Team             | Spark-NIO      | NextEV NIO Sport 003 | M     | 68 | Ma Qinghua             | 8         |
| Techeetah                      | Spark-Renault  | Renault Z.E 17       | M     | 18 | André Lotterer         | 1–12      |
| Techeetah                      | Spark-Renault  | Renault Z.E 17       | M     | 25 | Jean-Éric Vergne       | 1–12      |
| Mahindra Racing Formula E Team | Spark-Mahindra | Mahindra M4Electro   | M     | 19 | Felix Rosenqvist       | 1–12      |
| Mahindra Racing Formula E Team | Spark-Mahindra | Mahindra M4Electro   | M     | 23 | Nick Heidfeld          | 1–12      |
| MS A&D Andretti Formula E      | Spark-Andretti | Andretti ATEC-03     | M     | 27 | Kamui Kobayashi        | 1–2       |
| MS A&D Andretti Formula E      | Spark-Andretti | Andretti ATEC-03     | M     | 27 | Tom Blomqvist          | 3–8       |
| MS A&D Andretti Formula E      | Spark-Andretti | Andretti ATEC-03     | M     | 27 | Stéphane Sarrazin      | 9–12      |
| MS A&D Andretti Formula E      | Spark-Andretti | Andretti ATEC-03     | M     | 28 | António Félix da Costa | 1–12      |

### Zmiany wśród zespołów

#### Nazwy zespołów
- ABT Schaeffler Audi Sport zmienił nazwę na Audi Sport ABT Schaeffler, podkreślając większe zaangażowanie Audi.
- Faraday Future Dragon Racing skrócił nazwę i wrócił do poprzedniej nazwy.
- Zespół NextEV NIO Formula E skrócił i zmienił nazwę na NIO Formula E Team. Ponadto ekipa zmieniła licencję z chińskiej na brytyjską.
- Ekipa MS Amlin Andretti zmieniła nazwę na MS&AD Andretti Formula E[22].

### Zmiany wśród kierowców

#### Przed sezonem
- Kierowca GP2 i IndyCar, Luca Filippi dołączył do zespołu NIO, zastępując Nelsona Piqueta[13].
- Nelson Piquet Jr. zastąpił Adama Carrolla w zespole Panasonic Jaguar Racing[5].
- Mistrz serii GP3 z 2014 i zwycięzca 12-godzinnego wyścigu w Sebring z 2017, Alex Lynn zastąpił José Maríę Lópeza w ekipie DS Virgin Racing[4].
- Mistrz Formuły Nippon z 2011 i mistrz World Endurance Championship z 2012, André Lotterer zajął miejsce Stéphane'a Sarrazina w ekipie Techettah.
- Mistrz Formuły 3 z 2010, Edoardo Mortara zasilił szeregi zespołu Venturi[6]
- Tom Blomqvist został oficjalnie zastępcą Robina Frijnsa w zespole MS A&D Andretti Formula E[23], jednak w pierwszych dwóch wyścigach jego miejsce zajął Kamui Kobayashi[24].

#### W trakcie sezonu
- Neel Jani, po ePrix Hongkongu skupił się na startach w serii World Endurance Championship[25]. Jego miejsce zajął José María López[9].
- Kamui Kobayashi jeździł w pierwszych dwóch wyścigach z zespołem MS A&D Andretti ze względu na sponsora stajni[24]. Po ePrix Hongkongu, partnerem zespołowym da Costy został Tom Blomqvist. Po ePrix Paryża opuścił zespół z powodu zobowiązań z ekipą BMW Team MTEK w serii World Endurance Championship. Jego miejsce zajął Stéphane Sarrazin[20].
- Edoardo Mortara opuścił ePrix Berlina i ePrix Nowego Jorku, w związku z kolizją terminów wyścigów w serii DTM. Jego miejsce zajął Tom Dillmann[7].
- Ma Qinghua na ePrix Paryża zastąpił Lukę Filippiego[15]. Potem, w finałowym wyścigu o ePrix Nowego Jorku zastąpił Olivera Turneya, który złamał palec w treningu przed pierwszym wyścigiem[14].

## Zmiany w regulaminie
- Maksymalna moc podczas wyścigu została zwiększona z 170kW do 180kW[26].
- Punkt za najszybsze okrążenie jest przydzielane kierowcy, który ukończył wyścig w pierwszej dziesiątce. Dzięki temu kierowcy, którzy nie ukończyli lub ukończyli wyścig poza dziesiątką, nie uzyskują punktu za najszybsze okrążenie.

## Kalendarz
| Runda | Data             | Miasto         | Tor                                               | Schemat |
| ----- | ---------------- | -------------- | ------------------------------------------------- | ------- |
| 1     | 2 grudnia 2017   | Hongkong       | Hong Kong Central Harbourfront Circuit            |         |
| 2     | 3 grudnia 2017   | Hongkong       | Hong Kong Central Harbourfront Circuit            |         |
| 3     | 13 stycznia 2018 | Marrakesz      | Circuit International Automobile Moulay El Hassan |         |
| 4     | 3 lutego 2018    | Santiago       | Santiago Street Circuit                           |         |
| 5     | 3 marca 2018     | Meksyk         | Autódromo Hermanos Rodríguez                      |         |
| 6     | 17 marca 2018    | Punta del Este | Punta del Este Street Circuit                     |         |
| 7     | 14 kwietnia 2018 | Rzym           | Circuto Cittadino dell'EUR                        |         |
| 8     | 28 kwietnia 2018 | Paryż          | Paris Street Circuit                              |         |
| 9     | 19 maja 2018     | Berlin         | Port lotniczy Berlin-Tempelhof                    |         |
| 10    | 10 czerwca 2018  | Zurych         | Zürich Street Circuit                             |         |
| 11    | 14 lipca 2018    | Nowy Jork      | Brooklyn Street Circuit                           |         |
| 12    | 15 lipca 2018    | Nowy Jork      | Brooklyn Street Circuit                           |         |

### Zmiany w kalendarzu
- W kalendarzu znalazły się nowe wyścigi: w Santiago, Rzymie i Zurychu. Wyścig w Zurychu jest pierwszym wyścigiem na terenie Szwajcarii od 1955[27].
- Pierwotnie w kalendarzu znajdował się wyścig w São Paulo, zaplanowany na 17 marca 2018. Ze względu na prywatyzację Anhembi Park, władze miasta postanowiły przenieść wyścig na sezon 2018/2019[28]. Podczas posiedzenia Światowej Rady Sportów Motorowych FIA postanowiono, że miejsce São Paulo zajmie Punta del Este, gdzie ścigano się w pierwszych dwóch sezonach[29].
- Pierwotnie w kalendarzu znajdowała się także podwójna runda w Montrealu, zaplanowana na 28 i 29 lipca 2018. Jednak runda w Kanadzie została odwołana przez nową burmistrz miasta, Valérie Plante, powołując się na rosnące koszty[30]. Pod uwagę brano możliwość przeniesienia wyścigu do Birmingham lub na tor Norisring, ostatecznie jednak porzucono wyścig w Montrealu[31].
- Wyścig w Monako nie odbył się w tym sezonie, ze względu na ich organizację co dwa lata.
- Ze względu na przebudowę w rejonie Puerto Madero nie odbył się wyścig w Buenos Aires[32]. Do tej pory wyścig w stolicy Argentyny był jedynym wyścigiem, który był organizowany nieprzerwanie od początku serii.

## Wyniki
| Runda | Miasto           | Pole position    | Najszybsze okrążenie | Zwycięzca (kierowcy) | Zwycięzca (zespoły)       | Wyniki |
| ----- | ---------------- | ---------------- | -------------------- | -------------------- | ------------------------- | ------ |
| 1     | Hongkong         | Jean-Éric Vergne | Jérôme d’Ambrosio    | Sam Bird             | DS Virgin Racing          | Wyniki |
| 2     | Felix Rosenqvist | Lucas Di Grassi  | Felix Rosenqvist     | Mahindra Racing      |                           |        |
| 3     | Marrakesz        | Sébastien Buemi  | Nelson Piquet Jr.    | Felix Rosenqvist     | Mahindra Racing           | Wyniki |
| 4     | Santiago         | Jean-Éric Vergne | Sam Bird             | Jean-Éric Vergne     | Techeetah                 | Wyniki |
| 5     | Meksyk           | Felix Rosenqvist | Lucas Di Grassi      | Daniel Abt           | Audi Sport ABT Schaeffler | Wyniki |
| 6     | Punta del Este   | Jean-Éric Vergne | José María López     | Jean-Éric Vergne     | Techeetah                 | Wyniki |
| 7     | Rzym             | Felix Rosenqvist | Daniel Abt           | Sam Bird             | DS Virgin Racing          | Wyniki |
| 8     | Paryż            | Jean-Éric Vergne | Lucas Di Grassi      | Jean-Éric Vergne     | Techeetah                 | Wyniki |
| 9     | Berlin           | Daniel Abt       | Daniel Abt           | Daniel Abt           | Audi Sport ABT Schaeffler | Wyniki |
| 10    | Zurych           | Mitch Evans      | André Lotterer       | Lucas Di Grassi      | Audi Sport ABT Schaeffler | Wyniki |
| 11    | Nowy Jork        | Sébastien Buemi  | Felix Rosenqvist     | Lucas Di Grassi      | Audi Sport ABT Schaeffler | Wyniki |
| 12    | Sébastien Buemi  | Daniel Abt       | Jean-Éric Vergne     | Techeetah            |                           |        |

## Klasyfikacje
Punkty zostały przyznane dziesięciu najszybszym kierowcom w każdym wyścigu, zdobywcy pole position i kierowcy, który wykonał najszybsze okrążenie, według klucza: 
| Pozycja | 1  | 2  | 3  | 4  | 5  | 6 | 7 | 8 | 9 | 10 | PP | NO |
| Punkty  | 25 | 18 | 15 | 12 | 10 | 8 | 6 | 4 | 2 | 1  | 3  | 1  |

| Legenda oznaczeń w tabelach wyników Wyświetl szablon na nowej stronie | Legenda oznaczeń w tabelach wyników Wyświetl szablon na nowej stronie                                                                     |
| Oznaczenie                                                            | Wyjaśnienie |
| --------------------------------------------------------------------- | --- |
| Złoty                                                                 | Zwycięzca lub mistrzostwo |
| Srebrny                                                               | 2. miejsce lub wicemistrzostwo |
| Brązowy                                                               | 3. miejsce lub II wicemistrzostwo |
| Zielony                                                               | Ukończył, punktował (w klasyfikacji generalnej, gdy zdobył co najmniej jeden punkt na przestrzeni sezonu, poza trzema powyższymi opcjami) |
| Niebieski                                                             | Ukończył, nie punktował (w klasyfikacji generalnej, gdy nie zdobył co najmniej jednego punktu na przestrzeni sezonu)                      |
| Czerwony                                                              | Nie zakwalifikował się (NZ) |
| Czerwony                                                              | Nie prekwalifikował się (NPK) |
| Różowy                                                                | Nie ukończył (NU) |
| Różowy                                                                | Niesklasyfikowany (NS) (w klasyfikacji generalnej, gdy nie został sklasyfikowany w żadnym wyścigu sezonu)                                 |
| Czarny                                                                | Zdyskwalifikowany (DK) |
| Czarny                                                                | Wykluczony (WYK/EX) |
| Biały                                                                 | Nie wystartował (NW) |
| Biały                                                                 | Kontuzjowany (K/INJ) |
| Biały                                                                 | Wyścig odwołany (OD/C) |
| Bez koloru                                                            | Został wycofany (WYC/WD) |
| Bez koloru                                                            | Nie przybył (NP/DNA) |
| Bez koloru                                                            | Nie brał udziału w treningach (NT/DNP) |
| Bez koloru                                                            | Nie został zgłoszony (–) |
| Pogrubienie                                                           | Start z pole position |
| Kursywa                                                               | Najszybsze okrążenie wyścigu |
| †                                                                     | Nie ukończył, ale jego rezultat został zaliczony ze względu na przejechanie więcej niż 90% dystansu wyścigu.                              |
| *                                                                     | Sezon w trakcie |
| 1/2/3                                                                 | Punktowana pozycja w sprincie kwalifikacyjnym                                                                                             |
| Lista systemów punktacji Formuły 1                                    | |

### Kierowcy
| Poz. | Kierowca               | Hongkong | Hongkong | Maroko | Chile | Meksyk | Urugwaj | Włochy | Francja | Niemcy | Szwajcaria | Stany Zjednoczone | Stany Zjednoczone | Punkty |
| ---- | ---------------------- | -------- | -------- | ------ | ----- | ------ | ------- | ------ | ------- | ------ | ---------- | ----------------- | ----------------- | ------ |
| 1    | Jean-Éric Vergne       | 2        | 4        | 5      | 1     | 5      | 1       | 5      | 1       | 3      | 10         | 5*                | 1*                | 198    |
| 2    | Lucas Di Grassi        | 17       | 14       | NU     | NU    | 9*     | 2       | 2*     | 2*      | 2      | 1*         | 1                 | 2                 | 144    |
| 3    | Sam Bird               | 1        | 5        | 3      | 5     | 17     | 3       | 1      | 3       | 7      | 2          | 9                 | 10                | 143    |
| 4    | Sébastien Buemi        | 11       | 10       | 2*     | 3*    | 3*     | NU      | 6      | 5*      | 4*     | 5*         | 3*                | 4*                | 125    |
| 5    | Daniel Abt             | 5*¹      | DSQ*     | 10*    | Ret*  | 1      | 14*     | 4*     | 7*      | 1*     | 13*        | 2*¹               | 3*                | 120    |
| 6    | Felix Rosenqvist       | 14       | 1¹       | 1      | 4     | NU*    | 5*      | NU     | 8       | 11*    | 15         | 14                | 5                 | 96     |
| 7    | Mitch Evans            | 12       | 3        | 11     | 7     | 6      | 4       | 9      | 15      | 6      | 7          | NU                | 6                 | 68     |
| 8    | André Lotterer         | DSQ      | 13       | NU     | 2     | 13     | 12      | 3      | 6       | 9      | 4          | 7                 | 9                 | 64     |
| 9    | Nelson Piquet Jr.      | 4        | 12       | 4      | 6     | 4      | NU      | NU     | NU      | 12     | NU         | NU                | 7                 | 51     |
| 10   | Oliver Turvey          | 16       | 6        | NU     | 14    | 2      | 7       | 12     | 9       | 5      | 9          | NW                | –                 | 46     |
| 11   | Nick Heidfeld          | 3        | 16       | 7      | NU    | NU     | NU      | 16     | 11      | 10     | 6          | 6                 | 8                 | 42     |
| 12   | Maro Engel             | 13       | 7        | 12     | NU    | 16     | 10      | 8      | 4       | 8      | 11         | 8                 | NU                | 31     |
| 13   | Edoardo Mortara        | 7        | 2        | 17†    | 13    | 8      | 17      | 10     | 13      | –      | NU         | –                 | –                 | 29     |
| 14   | Jérôme d’Ambrosio      | NS       | 15       | 15     | 8     | 11     | 9       | 7      | 12      | 19     | 3          | 13                | NU                | 27     |
| 15   | António Félix da Costa | 6        | 11       | 14     | 9     | 7      | 11      | 11     | NU      | 15     | 8          | 11                | 15                | 20     |
| 16   | Alex Lynn              | 8        | 9        | 9      | NU    | 10     | 6       | NU     | 14      | 16     | 16         | NU                | 14                | 17     |
| 17   | José María López       | –        | –        | 6      | NU    | 12     | 8       | 17†    | 10      | 18     | 12         | NU                | NU                | 14     |
| 18   | Tom Dillmann           | –        | –        | –      | –     | –      | –       | –      | –       | 13     | –          | 4                 | NU                | 12     |
| 19   | Nico Prost             | 9        | 8        | 13     | 10    | NU     | 15      | 14     | 16      | 14     | NU         | 10                | 11                | 8      |
| 20   | Tom Blomqvist          | –        | –        | 8      | 11    | 15     | 16      | 15     | NU      | –      | –          | –                 | –                 | 4      |
| 21   | Luca Filippi           | 10*      | NU*      | 16     | 12    | 14     | 13      | 13*    | –       | 17     | NU         | 15                | NU                | 1      |
| 22   | Stéphane Sarrazin      | –        | –        | –      | –     | –      | –       | –      | –       | 20     | 14         | 12                | 12                | 0      |
| 23   | Ma Qing Hua            | –        | –        | –      | –     | –      | –       | –      | 17      | –      | –          | –                 | 13                | 0      |
| 24   | Kamui Kobayashi        | 15*      | 17*      | –      | –     | –      | –       | –      | –       | –      | –          | –                 | –                 | 0      |
| 25   | Neel Jani              | 18       | 18       | –      | –     | –      | –       | –      | –       | –      | –          | –                 | –                 | 0      |
| Poz. | Kierowca               | Hongkong | Hongkong | Maroko | Chile | Meksyk | Urugwaj | Włochy | Francja | Niemcy | Szwajcaria | Stany Zjednoczone | Stany Zjednoczone | Punkty |

Uwagi:

Pogrubienie – PP
Kursywa – Najszybsze okrążenie
* – FanBoost
† – Kierowca, który nie ukończył wyścigu, ale przejechał 90% dystansu wyścigu
¹ – Kierowca, który wykonał najszybsze okrążenie i znalazł się w pierwszej dziesiątce wyścigu

### Zespoły
| Poz. | Zespół                    | #  | Hongkong | Hongkong | Maroko | Chile | Meksyk | Urugwaj | Włochy | Francja | Niemcy | Szwajcaria | Stany Zjednoczone | Stany Zjednoczone | Punkty |
| ---- | ------------------------- | -- | -------- | -------- | ------ | ----- | ------ | ------- | ------ | ------- | ------ | ---------- | ----------------- | ----------------- | ------ |
| 1    | Audi Sport ABT Schaeffler | 1  | 17       | 14       | NU     | NU    | 9      | 2       | 2      | 2       | 2      | 1          | 1                 | 2                 | 264    |
| 1    | Audi Sport ABT Schaeffler | 66 | 5        | DSQ      | 10     | NU    | 1      | 14      | 4      | 7       | 1      | 13         | 2                 | 3                 | 264    |
| 2    | Techeetah                 | 18 | DSQ      | 13       | NU     | 2     | 13     | 12      | 3      | 6       | 9      | 4          | 7                 | 9                 | 262    |
| 2    | Techeetah                 | 25 | 2        | 4        | 5      | 1     | 5      | 1       | 5      | 1       | 3      | 10         | 5                 | 1                 | 262    |
| 3    | DS Virgin Racing          | 2  | 1        | 5        | 3      | 5     | NU     | 3       | 1      | 3       | 7      | 2          | 9                 | 10                | 160    |
| 3    | DS Virgin Racing          | 36 | 8        | 9        | 9      | NU    | 10     | 6       | NU     | 14      | 16     | 16         | NU                | 14                | 160    |
| 4    | Mahindra Racing           | 19 | 14       | 1        | 1      | 4     | NU     | 5       | NU     | 8       | 11     | 15         | 14                | 5                 | 138    |
| 4    | Mahindra Racing           | 23 | 3        | 16       | 7      | NU    | NU     | NU      | 16     | 11      | 10     | 6          | 6                 | 8                 | 138    |
| 5    | Renault e.dams            | 8  | 9        | 8        | 13     | 10    | NU     | 15      | 14     | 16      | 14     | NU         | 10                | 11                | 133    |
| 5    | Renault e.dams            | 9  | 11       | 10       | 2      | 3     | 3      | NU      | 6      | 5       | 4      | 5          | 3                 | 4                 | 133    |
| 6    | Panasonic Jaguar Racing   | 3  | 4        | 12       | 4      | 6     | 4      | NU      | NU     | NU      | 12     | NU         | NU                | 7                 | 119    |
| 6    | Panasonic Jaguar Racing   | 20 | 12       | 3        | 11     | 7     | 6      | 4       | 9      | 12      | 6      | 7          | NU                | 6                 | 119    |
| 7    | Venturi Formula E Team    | 4  | 7        | 2        | 17†    | 13    | 8      | 17      | 10     | 4       | 13     | NU         | 4                 | NU                | 72     |
| 7    | Venturi Formula E Team    | 5  | 13       | 7        | 12     | NU    | 16     | 10      | 8      | 13      | 8      | 11         | 8                 | NU                | 72     |
| 8    | NIO Formula E Team        | 16 | 16       | 6        | NU     | 14    | 2      | 7       | 12     | 9       | 5      | 9          | NW                | 13                | 47     |
| 8    | NIO Formula E Team        | 68 | 10       | NU       | 16     | 12    | 14     | 13      | 13     | 17      | 17     | NU         | 15                | NU                | 47     |
| 9    | Dragon Racing             | 6  | 18       | 18       | 6      | NU    | 12     | 8       | 17†    | 10      | 18     | 12         | NU                | NU                | 41     |
| 9    | Dragon Racing             | 7  | NS       | 15       | 15     | 8     | 11     | 9       | 7      | 12      | 19     | 3          | 13                | NU                | 41     |
| 10   | MS&AD Andretti Formula E  | 27 | 15       | 17       | 8      | 11    | 15     | 16      | 15     | NU      | 20     | 14         | 12                | 12                | 24     |
| 10   | MS&AD Andretti Formula E  | 28 | 6        | 11       | 14     | 9     | 7      | 11      | 11     | NU      | 15     | 8          | 11                | 15                | 24     |
| Poz. | Zespół                    | #  | Hongkong | Hongkong | Maroko | Chile | Meksyk | Urugwaj | Włochy | Francja | Niemcy | Szwajcaria | Stany Zjednoczone | Stany Zjednoczone | Punkty |